# Centrolene sabini
Centrolene sabini es una especie de anfibio anuro de la familia Centrolenidae.

## Distribución geográfica
Esta especie es endémica de la provincia de Paucartambo en la región de Cuzco, Perú. Se encuentra en el parque nacional Manú entre los 2750 y 2800 m sobre el nivel del mar en el valle del río Kosñipata en la Cordillera Oriental.

## Etimología
Esta especie lleva el nombre en honor a Andrew E. Sabin por su interés y ayuda con la investigación herpetológica.

## Publicación original
- Catenazzi, von May, Lehr, Gagliardi Urrutia & Guaysamin, 2012: A new, high-elevation glassfrog (Anura: Centrolenidae) from Manu National Park, southern Peru. Zootaxa, n.º 3388, p. 56-68.[4]